# قائمة المواقع والمعالم المصنفة في ولاية برج بوعريريج
هذه قائمة حصرية للمواقع الأثرية و المعالم التاريخية المصنفـــة حسب وزارة الثقافة والاتصال (الجزائر) ل ولاية برج بوعريريج
| رقم    | اسم                                | وصف | موقع | مدينة | قسم          | الإحداثيات | صورة |
| ------ | ---------------------------------- | --- | ---- | ----- | ------------ | ---------- | ---- |
| 34-001 | آثار الحي القديم تيحمامين الحمادية |     |      |       | برج بوعريريج |            | صورة |